# Eduardo Paret
Eduardo Paret Pérez (Santa Clara, 23 de octubre de 1972) jugador de béisbol cubano, defensor del campo corto, tres veces campeón nacional con Villa Clara e integrante en varias ocasiones de la Selección de béisbol de Cuba con la que sería campeón olímpico en dos ocasiones (1996 y 2004)

## Series Nacionales
Debutó en el año 1989 a la edad de 17 años con Villa Clara, lo que le valió para el sobrenombre del ``Pionero´´. Posee el mejor average defensivo de todos los tiempos del béisbol cubano con 972 de promedio, producto de solo 261 errores en 9223 lances, como primer bate robó 474 bases siendo junto a Víctor Mesa y Enrique Díaz los únicos en sobrepasar la cifre de las 400 bases robadas, superó el millar de bases por bolas recibidas y de carreras anotadas 1161 y 1380 respectivamente, además de un OBP de 405, conectó 296 dobles y 139 jonrones con un average ofensivo de 293, excelente para un campocorto. Junto con Paret, varias figuras de renombre como Victor Mesa, Rolando Arrojo y Oscar Machado, Eddy Rojas, José Ramon Riscart, Amado Zamora, Eliecer Montes de Oca, Jorge Luis Toca, Angel López, Rafael Orlando Acebey y otros integraron el equipo de Villa Clara llevaron a los Azucareros a lograr tres coronas consecutivas en las Series Nacionales desde 1993 a 1995. Luego de esa etapa dorada, Paret no ha logrado ningún otro título con Villa Clara, perdiendo las últimas 6 finales que han disputado.

## Equipo Cuba
Participa en el Campeonato Mundial Juvenil celebrado en La Habana en el año 1990, donde es elegido el mejor torpedero y jugar más valioso del torneo.
Con el equipo principal de Cuba debuta en los Juegos Centroamericanos celebrados en Puerto Rico en 1993. Para el año 1996 sería el titular del campo corto durante los Juegos Olímpicos de Atlanta 1996 donde bateó para .375 de average y no cometió errores a la defensa, Cuba y Paret se proclamarían campeones olímpicos en esa cita.
En 1997 deja de integrar la selección nacional debido a una suspensión impuesta por las autoridades del béisbol cubano, provocando la ausencia de Paret por cuatro años de Equipo Cuba. Su retorno a la selección sería en el 2001 durante la Copa del Mundo celebrada en Taipéi de China en la que Cuba se alzaría con el título tras derrotar en la final a Estados Unidos.
Paret volvería a coronarse en los Juegos Olímpicos de Atenas 2004, ganando posteriormente su tercera medalla olímpica, esta vez de plata, en Beijing 2008. Igualmente fue titular del campo corto en el Primer Clásico Mundial de béisbol, alcanzando el segundo puesto, al caer en la final contra Japón.
En 2005 fue elegido mejor pelotero del mundo según la IBAF, y resultó el mejor torpedero y MVP del Campeonato Mundial.
En resumen Paret participó en 3 Juegos Olímpicos (2 medallas de oro y 1 de plata), 2 Clásicos Mundiales (medalla de plata en el 2006), 6 Campeonatos Mundiales de la IBAF (4 medallas de oro y 2 de plata), 3 Juegos Panamericanos (3 títulos) y 3 Juegos Centroamericanos y del Caribe (3 títulos).